# Kanton Flers-1
 Flers-1 is een kanton van het Franse departement Orne. Het kanton maakt deel uit van de arrondissementen Argentan (twaalf gemeenten, waarvan één gedeeltelijk) en  Alençon (één gemeente) en telde in 2019 15.615 inwoners.
Het kanton werd gevormd ingevolge het decreet van 25 februari 2014 met uitwerking op 22 maart 2015, met Flers als hoofdplaats.

## Gemeenten
Het kanton omvat de volgende gemeenten:
- La Bazoque
- Caligny
- Cerisy-Belle-Étoile
- La Chapelle-au-Moine
- La Chapelle-Biche
- Le Châtellier
- Flers (westelijk deel), hoofdplaats
- La Lande-Patry
- Landisacq
- Moncy
- Saint-Clair-de-Halouze
- Saint-Paul
- Saint-Pierre-d'Entremont